# Heksafluoroantymonian trifluoroksenonu
Heksafluoroantymonian trifluoroksenonu, [XeF
3]+
[SbF
6]−
 – nieorganiczny związek chemiczny ksenonu na IV stopniu utlenienia z fluorem i antymonem. Ma on charakter soli, w której kationem jest [XeF
3]+
, a anionem [SbF
6]−
.

## Historia
W 1963 roku podjęto próbę syntezy nowych związków ksenonu poprzez rozpuszczanie tetrafluorku ksenonu (XeF
4) w ciekłym pentafluorku antymonu (SbF
5). Reakcji towarzyszyło wydzielanie gazu, a po odparowaniu rozpuszczalnika otrzymano żółte ciało stałe, którym nie okazał się jednak oczekiwany związek ksenonu(IV), lecz ksenonu(II) – undekafluorodiantymonian fluoroksenonu (XeF
2·2SbF
5). Późniejsze prace wykazały, że produkt ten powstał z powodu użycia XeF
4 zanieczyszczonego XeF
2, natomiast towarzyszący gaz był efektem obecności innych zanieczyszczeń. Dane analityczne wskazujące na powstawanie kompleksu XeF
4 z SbF
5 w roztworze tych dwóch substancji opublikowano w 1966 roku – przypisano mu skład XeF
4·2SbF
5, jednak nie wyizolowano go z mieszaniny poreakcyjnej. Związek o takim składzie został otrzymany w czystej formie i scharakteryzowany w roku 1971 w wyniku odparowania pod zmniejszonym ciśnieniem nadmiaru SbF
5 z roztworu XeF
4 w tej cieczy. Potwierdzono przy tym stosunek 1:2 XeF
4 i SbF
5 oraz wykazano, że związek ma charakter soli z kationem [XeF
3]+
.
W 1973 roku grupa Neila Bartletta poinformowała o udanej syntezie adduktu 1:1, tj. XeF
4·SbF
5 dwiema metodami: w wyniku reakcji XeF
4·2SbF
5 z XeF
4 w stosunku molowym 1:1 oraz przez stopienie równomolowych ilości XeF
4 i SbF
5. W obu przypadkach powstała jasnożółtozielona sól o temperaturze topnienia 109–113 °C. Jej skład i budowa zostały potwierdzone metodami rentgenografii strukturalnej, spektroskopii Ramana i dyfraktometrii proszkowej.

## Otrzymywanie i odmiany krystaliczne
Heksafluoroantymonian trifluoroksenonu jest substancją dimorficzną; można go uzyskać w wysokotemperaturowej formie α i niskotemperaturowej formie β.

### Forma α
Addukt α-XeF
4·SbF
5 można otrzymać przez ogrzewanie w atmosferze suchego azotu równomolowych ilości XeF
4·2SbF
5 i XeF
4, a następnie ochłodzenie do temperatury pokojowej. Alternatywna metoda polega na ogrzewaniu XeF
4·2SbF
5 z nadmiarem XeF
4 w temperaturze 80 °C, a następnie próżniowym odparowaniu nadmiaru tetrafluorku ksenonu w tej samej temperaturze. W obu przypadkach powstaje wysokotemperaturowa odmiana α związku:
XeF
4 + [XeF
3][Sb
2F
11] → 2α-[XeF
3][SbF
6]
Heksafluoroantymonian trifluoroksenonu α można otrzymać także przez stapianie równomolowych ilości tetrafluorku ksenonu i pentafluorku antymonu:
XeF
4 + SbF
5 → α-[XeF
3][SbF
6]

### Forma β
Niskotemperaturowa forma β powstaje w wyniku krystalizacji odmiany α z ciekłego bezwodnego fluorowodoru poprzez powolne odparowanie rozpuszczalnika w temperaturze −10 °C. Formę tę można otrzymać także bezpośrednio, w wyniku reakcji nadmiaru XeF
4 z SbF
5 (w stosunku molowym 3,4 : 1) w ciekłym bezwodnym fluorowodorze w temperaturze 0 °C, a następnie odparowanie pozostałego XeF
4 i rozpuszczalnika w temperaturze pokojowej.
Opublikowane parametry krystalograficzne różnią się nieco między sobą:
- układ jednoskośny, a = 5,50, b = 15,50, c = 8,945 Å (wszystkie ± 0,01 Å), β = 102,9 ± 0,3°, V = 743,3 Å³, Z = 4, dc = 3.81 g·cm⁻³[7]

- układ jednoskośny, a = 5,394(1) Å, b = 15,559(2) Å, c = 8,782(1) Å, β = 103,10(l)°, V = 717,85 Å³, Z = 4, dc = 3,92 g·cm⁻³, F(000) = 744 i μ(Mo Kα) = 87,6 cm⁻³[8].

## Właściwości
Heksafluoroantymonian trifluoroksenonu tworzy (w formie β) jednoskośne kryształy barwy jasnożółtozielonej lub żółtozielonej o gęstości 3,92 g/cm³. Temperatura topnienia wynosi około 110 °C (109–113 °C). Temperatura przemiany odmiany krystalicznej β w odmianę α wynosi 95 °C, a w temperaturze pokojowej odmiana α ulega samorzutnej przemianie w postać niskotemperaturową β w ciągu 2–3 dni. Obie formy zostały scharakteryzowane za pomocą spektroskopii Ramana.
W przeciwieństwie do analogicznych pochodnych difluorku ksenonu, [XeF
3]+
[SbF
6]−
 w obecności nadmiaru XeF
4 nie tworzy adduktów bogatszych w tetrafluorek ksenonu.